# 青森睡魔祭
青森睡魔祭（日语：／ Aomori nebutamatsuri）是日本青森縣青森市在每年8月2日至8月7日舉辦的花燈節慶活動，每年有超過200萬的觀光客參加。1980年被指定為重要無形民俗文化財。青森睡魔祭起源於8世紀時征夷大將軍坂上田村麻呂和蝦夷作戰時曾使用大燈籠、笛、太鼓等麻痺敵對陣營。現在睡魔祭的燈籠多以日本或中國傳說級歷史人物、歌舞伎、神佛等為題材。青森睡魔祭每年舉辦費用約為2億2000萬日圓。

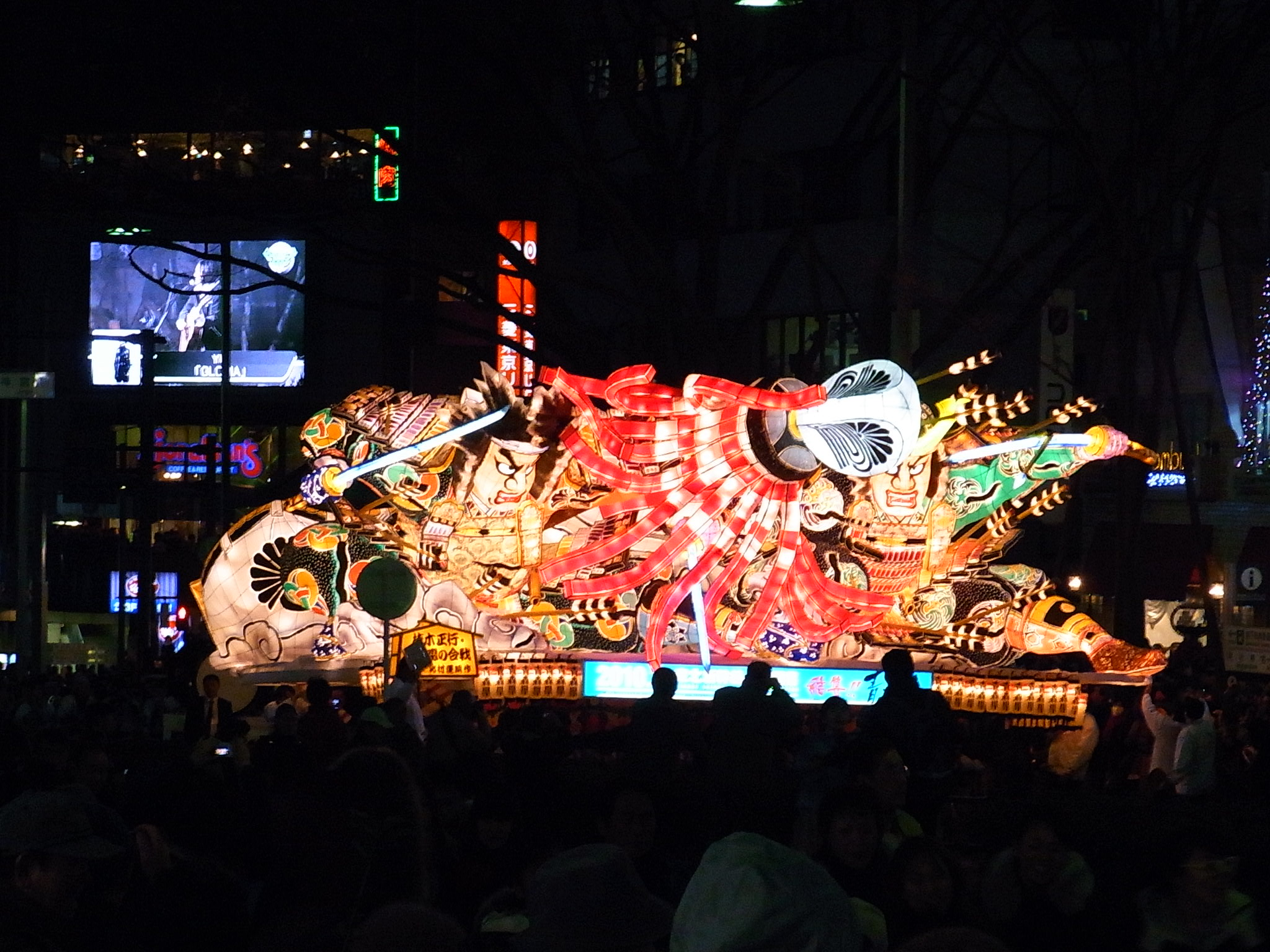

## 2019冠狀病毒病疫情影響
2020年，由於2019冠狀病毒病疫情影響，該年青森睡魔祭取消，為第二次世界大戰後首次。

## 外部連結
- 青森ねぶた祭 （页面存档备份，存于）（公式ウェブサイト）
- AOMORI春フェスティバル （页面存档备份，存于）（ハネト・YOSAKOI・サンバの3つの踊りの競演と青森ねぶたの山車の運行）